# Число Струхаля
Число Струхаля ({\displaystyle {\mathsf {S}}}, также {\displaystyle {\mathsf {Sh}}} или {\displaystyle {\mathsf {St}}}) — безразмерная величина, один из критериев подобия нестационарных (часто колебательных) течений жидкостей и газов.
{\displaystyle {\mathsf {Sh}}={\frac {f\,L}{V}},}
Для колебательных процессов число Струхаля обычно определяется вышеприведенным соотношением
где {\displaystyle f} — характерная частота процесса (например, частота образования вихрей), {\displaystyle L} — характерный линейный размер течения (например, гидравлический диаметр), {\displaystyle V} — характерная скорость потока. Для непериодических процессов часто используется определение
{\displaystyle {\mathsf {Sh}}={\frac {L}{T\cdot V}},}
где {\displaystyle T} — характерное время процесса.
Иногда числом Струхаля называется обратная величина (число гомохронности)
{\displaystyle {\mathsf {Ho}}={\frac {T\cdot V}{L}}.}
Число названо по имени чешского учёного Винценца Строугала (1850—1923).

## Варианты названия и произношение
Наряду с названием число Струхаля в литературе встречается вариант число Струхала. Ударение в слове Струхаль (Струхал) не установилось: в речи встречается как ударение на первый слог, соответствующее языку-источнику, так и на второй.

## Историческая справка
Число Струхаля было введено Рэлеем в 1894 году при теоретическом описании результатов опытов Строугала (Струхаля) по изучению генерации звука при обдувании цилиндрических тел потоком воздуха. Название число Струхаля было, по-видимому, введено Рэлеем в 1915 году.

## Механический смысл
Число Струхаля характеризует порядок отношения локальной производной {\displaystyle {\frac {\partial {\vec {v}}}{\partial t}}} и конвективной производной {\displaystyle ({\vec {v}}\cdot \nabla ){\vec {v}}}, входящих в полную производную в уравнении движения. Если число Струхаля мало, {\displaystyle {\mathsf {Sh}}\ll 1}, то слагаемым, содержащим производную по времени, можно пренебречь, приближенно рассматривая течение как стационарное или квазистационарное. В противоположном случае существенно нестационарного процесса ({\displaystyle {\mathsf {Sh}}\gg 1}) можно пренебречь конвективной производной, что в ряде случаев существенно упрощает теоретический анализ (например, в случае движения вязкой жидкости после такого упрощения нелинейные уравнения Навье — Стокса становятся линейными).

## Применение для описания автоколебаний тела в потоке жидкости или газа

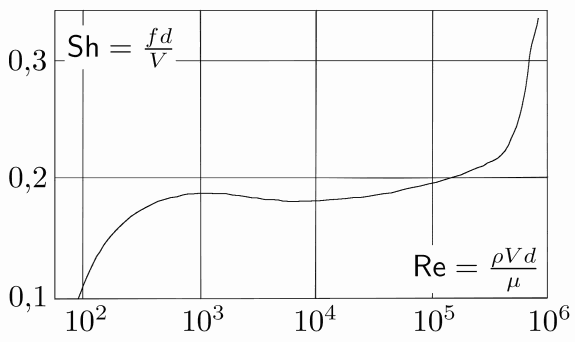
Зависимость числа Струхаля от числа Рейнольдса при обтекании цилиндра

При описании автоколебаний тел в потоках жидкости и газа (звучание эоловой арфы, флаттер, галопирование) число Струхаля, являющееся, фактически, безразмерной частотой колебания тела, зависит от числа Рейнольдса {\displaystyle {\mathsf {Re}}} и других параметров. В случае поперечного обтекания цилиндра, важном с практической точки зрения (действие ветра на провода, башни, ракеты на стартовых позициях), число Струхаля зависит только от числа Рейнольдса, причём в диапазоне {\displaystyle 200<{\mathsf {Re}}<200\;000} (см. рис.) действует приближенный эмпирический закон постоянства числа Струхаля: {\displaystyle {\mathsf {Sh}}\simeq 0{,}2}.